# 河郭镇
河郭镇，原名河郭乡，是中华人民共和国河北省邢台市南和区下辖的一个镇，2020年12月撤乡设镇。

## 行政区划
河郭镇下辖以下地区：
职工之家社区、梁牌村、郭牌村、卢牌村、仝牌村、赵牌村、樊牌村、桥西村、郄庄村、刁庄村、康庄村、北豆村、南豆村、东徐旺村、西徐旺村、南徐旺村、张相村、迓祜村、孔村、西里村、西郑庄村、左村、辛庄村、南张庄村、南裴庄村、瓦固村、刘义屯村和岗头村。